# Graptartia granulosa
Graptartia granulosa là một loài nhện trong họ Corinnidae.
Loài này thuộc chi Graptartia. Graptartia granulosa được Eugène Simon miêu tả năm 1896.